# バック・イン・ブラック
『バック・イン・ブラック』（Back in Black）は、AC/DCの6作目のアルバムである。1980年に発売され、マイケル・ジャクソンの『スリラー』、イーグルズの『イーグルス・グレイテスト・ヒッツ 1971-1975』に次いで世界で3番目に売れたアルバムとなった。

## 概要
アメリカでプラチナ・ディスクを獲得した前作『地獄のハイウェイ』リリース後、ボーカルのボン・スコットが泥酔中の事故で亡くなったため、後任にブライアン・ジョンソンが加入して最初に制作されたアルバムである。このアルバムの総売り上げは5,000万枚を超えており、アメリカでの総売上は2024年の時点で2,700万枚で（RIAAによる）、イーグルス『グレイテスト・ヒッツ 1971-1975』、マイケル・ジャクソン『スリラー』に次ぐ3番目のセールスを記録している。ビルボードでは最高4位だが、131週チャートインのロングセラーとなった。
タイトル・ナンバーのリフは、映画『スクール・オブ・ロック』など様々な所で断片的に用いられている。また、リヴィング・カラーがアルバム『コライドスコープ (Collideøscope)』でカヴァーしている。また、同曲のミュージック・ビデオは、YouTubeでの再生回数が10億回を突破し、2024年2月にビリオン・ヴューズ・クラブ入りしている。
『ローリング・ストーン誌が選ぶオールタイム・ベストアルバム500』に於いて、77位にランクインした。

## 収録曲
1. 地獄の鐘の音 - Hells Bells – 5:12
2. スリルに一撃 - Shoot to Thrill – 5:17
3. 危険なハニー - What Do You Do for Money Honey – 3:35
4. ロックン・ロール・ハリケーン - Givin the Dog a Bone – 3:31
5. 欲望の天使 - Let Me Put My Love into You – 4:15
6. バック・イン・ブラック - Back in Black – 4:15
7. 狂った夜 - You Shook Me All Night Long – 3:30
8. 死ぬまで飲もうぜ - Have a Drink on Me – 3:58
9. シェイク・ア・レグ - Shake a Leg – 4:05
10. ノイズ・ポルーション - Rock And Roll Ain't Noise Pollution – 4:16

## 国内盤について
日本国内では契約の関係から、AC/DCのアルバムは長い間1990年代に発売された国内盤（発売元はワーナーミュージック・ジャパン）が全タイトル共に廃盤となっており、欲しい場合は中古CD店で探すか、輸入盤を購入するしかなかった。しかし、2007年の12月からソニー・ミュージックエンタテインメントより本作品を含むAC/DCのすべてのオリジナル・アルバムの国内盤が紙ジャケ仕様で復刻された。

## その他
1曲目の地獄の鐘の音 - Hells Bellsは、アメリカのメジャーリーグで使用されるリリーフ投手登板時BGMのひとつ。サンディエゴ・パドレスの人気選手トレバー・ホフマンの登板時BGMとして知られる。2006年に行われたワールド・ベースボール・クラシック(WBC)決勝（日本対キューバ戦）8回裏で、1点差の緊迫した場面で大塚晶則が登板した際もBGMとして使用され、日本でも話題となった。（もともと大塚とホフマンは大塚のサンディエゴ時代の同僚で、大塚が直接ホフマンに許可を得て使用。ホフマンからは快諾とともに、Trevor Time ならぬ"Aki Time"にしろと激励された。会場のサンディエゴで、"Hells Bells"をBGMにして登場した大塚は地元ファンの声援を受け、この回を0点で抑え、日本のWBC初優勝に貢献した。）また、日本プロバスケットボールリーグ琉球ゴールデンキングスのホームゲームの際の選手入場曲としても使われている。さらにプロボクシングではWBC世界スーパーフェザー級王者三浦隆司が入場曲として使用している。
そして北米アイスホッケーリーグのNHLのニュージャージー・デビルズの入場曲にもなっている。

## 関連記事
史上最も売れたアルバム一覧（List of best-selling albums）英字版wiki